# Огор, Йоханнес
Йоха́ннес Монра́д О́гор (дат. Johannes Monrad Aagaard, 29 апреля 1928 — 23 марта 2007) — датский лютеранский теолог и евангелист, получивший наибольшую известность как деятель христианского контркультового движения и основатель международной христианской контркультовой организации «Диалог-центр».

## Биография
Родился 29 апреля 1928 года в городе Хорсенсе в аристократической семье. Один из его предков был премьер-министром Дании, а после отставки — служителем Лютеранской церкви и миссионером в Новой Зеландии.
Во время немецкой оккупации Дании принимал участие в Движении сопротивления.
В 1947 году окончил среднюю школу в Хорсенсе, затем Орхусский университет, где до 1957 года преподавал теологию и был профессором миссиологии.
В 1956 году защитил диссертацию и получил степень магистра теологии. В 1967 году в том же университете получил учёную степень доктора теологии.

## Научная и общественная деятельность
Йоханнес Огор был активным членом церковных организаций, часто участвовал в публичных дебатах. Путешествуя по Азии, увлёкся буддизмом и другими восточными религиями.
Наибольшую известность ему принесло критическое изучение новых религиозных движений, появившихся в Дании после 1960-х годов. В 1973 году Йоханнес Огор основал крупнейшую в Дании международную христианскую контркультовую организацию «Диалог-центр», объявив её целью ведение диалога с новыми религиозными движениями и их изучение. По своим видению на предмета исследования Йоханнес Огор отличался от многих из своих коллег поскольку изначально считал, что христианская миссиология не может ограничиваться только проповедью по отношению к неверующим, к отпавшим, к иноверцам и язычникам. Когда в 1960-е годы на Западе началась экспансия новых религиозных движений, Огор вплотную занялся их изучением. Он проводил полевые исследования и собирал исследовательские материалы по всему миру — от Парагвая до Индии и Австралии, и от Южной Африки до Лаоса и Тайваня. Огор провёл кропотливую работу по систематизации собранного материала итогом которой стало создание новой методологии изучения современных делинквентных социальных групп относящихся к феномену новой религиозности.

## Взгляды
Иоханнес Огор был человеком европоцентричного мировоззрения, а что проявлялось в его взглядах на европейскую цивилизацию как в первую очередь христианскую.

## Научные труды
- Aagaard J.M. Mission, Konfession, Kirche: Die Problematik ihrer Integration im 19. Jahrhundert in Deutschland, Gleerup, 1967
- Aagaard J.M., Hallencreutz C.F. Missions from the north: Nordic Missionary Council, 50 years. —Universitetsforlaget, 1974
- Aagaard J.M., Meldgaard H. New religious movements in Europe. — Aarhus: Aarhus University Press[англ.], 1997
- Aagaard J.M. , Moti Lal Pandit, Meldgaard H., Mike Garde Identity in conflict: classical Christian faith and religio occulta. — Munshiram Manoharlal Publishers, 1998
- Aagaard J.M., Moti Lal Pandit The hidden way: a study in modern religious esoterism. — Munshiram Manoharlal Publishers, 2002